# La Futura
La Futura je patnácté studiové album americké rockové skupiny ZZ Top. Jedná se o jejich první studiové album od roku 2003, kdy skupina vydala desku Mescalero. Producenty alba jsou Billy F. Gibbons a Rick Rubin, u jehož vydavatelství American Recordings rovněž album 10. září 2012 vyšlo.
Skladby „I Gotsta Get Paid,“ „Chartreuse,“ „Consumption“ a „Over You“ vyšly již v červnu 2012 na EP Texicali.

## Seznam skladeb
| Pořadí         | Název                            | Délka |
| -------------- | -------------------------------- | ----- |
| 1.             | I Gotsta Get Paid                | 4:03  |
| 2.             | Chartreuse                       | 2:57  |
| 3.             | Consumption                      | 3:47  |
| 4.             | Over You                         | 4:29  |
| 5.             | Heartache in Blue                | 4:09  |
| 6.             | I Don't Wanna Lose, Lose, You    | 4:20  |
| 7.             | Flyin' High                      | 4:17  |
| 8.             | It's Too Easy Mañana             | 4:47  |
| 9.             | Big Shiny Nine                   | 3:11  |
| 10.            | Have a Little Mercy              | 3:18  |
| 11.            | Threshold of a Breakdown (bonus) | 3:29  |
| 12.            | Drive by Lover (bonus)           | 3:03  |
| Celková délka: | Celková délka:                   | 46:05 |

## Obsazení
ZZ Top
- Billy Gibbons – zpěv, kytara
- Dusty Hill – baskytara, doprovodný zpěv, zpěv v „Drive by Lover“
- Frank Beard – bicí

Ostatní
- James Harman – harmonika
- D. Sandy – klavír, varhany
- Joe Hardy – klavír, varhany